# Berta de Roergue
Berta de Roergue (francès: Berthe de Rouergue)  (1030 (Gregorià) - 1065 (Gregorià)) fou comtessa de Roergue i senyora feudal del comtat de Gavaldà (Baix Carcí) part del Carcí, i d'Albi, i de Nimes i altres llocs de Septimània o Gòtia (1053-1065) Era la filla gran d'Hug I de Roergue al que va succeir a la seva mort el 1053 (o 1054). Es va casar el 1051 amb Robert II d'Alvèrnia, però no va tenir fills amb aquest. Per herència, el comtat de Roergue i els seus drets feudals van passar al seu cosí llunyà (cosí cinquè) Guillem IV de Tolosa que ja posseïa els drets indivisos dels dominis (excepte de Roergue).